# Beate Wiesinger

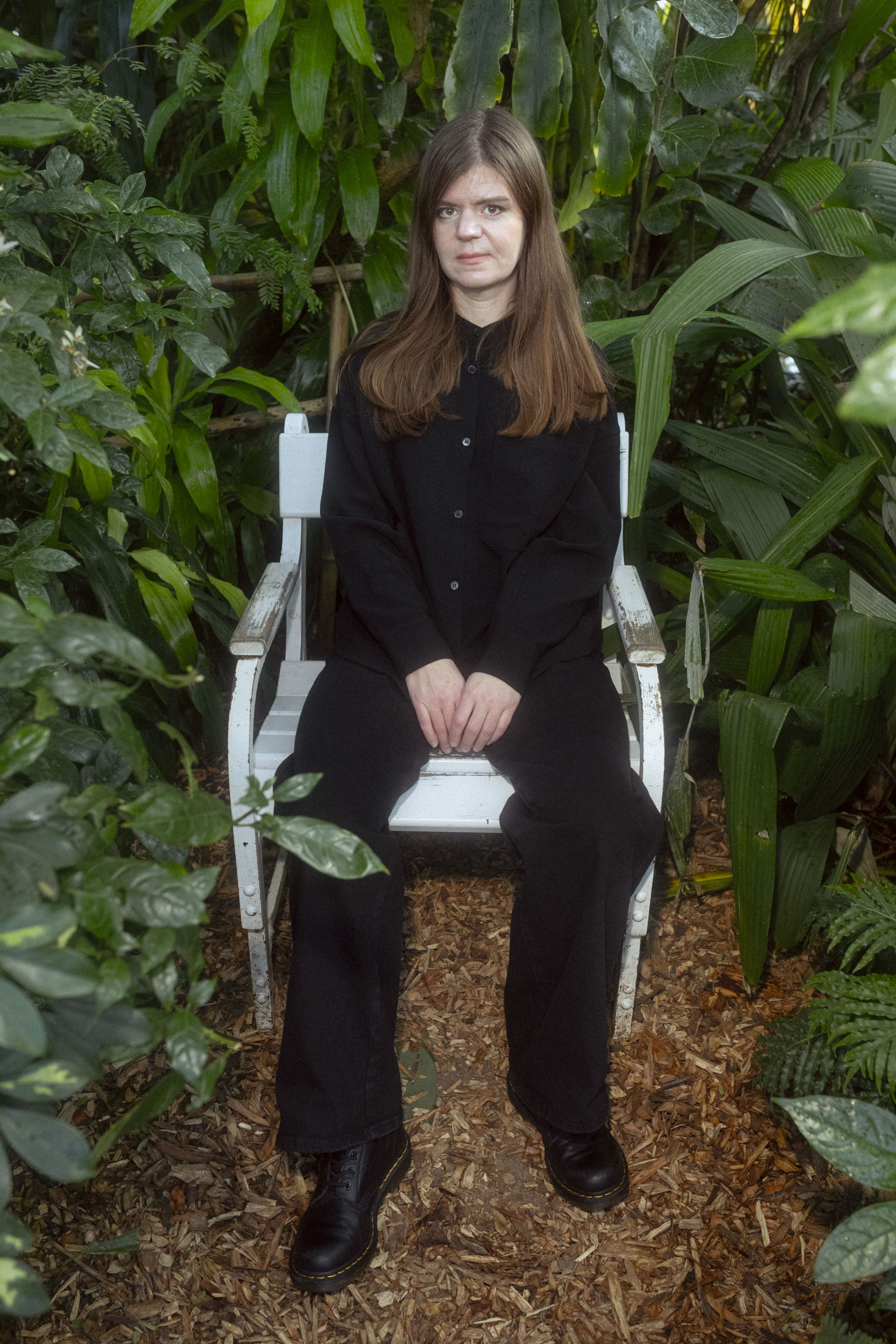
Beate Wiesinger (2023)

Beate Wiesinger (* 1986 in Grieskirchen) ist eine österreichische Jazzmusikerin (E-Bass, Kontrabass, Komposition).

## Wirken
Wiesinger studierte E-Bass an der Universität für Musik und darstellende Kunst Wien bei Willi Langer und Kontrabass an der Anton Bruckner Privatuniversität Linz bzw. der Högskolan für Scen och Musik Göteborg.
Wiesinger legte mit der Gruppe Luchs 2016 das Album Toteli mit eigenen Kompositionen vor. Sie leitet das Septett Echo Boomer, mit dem sie nach Aliens On Board 2023 dessen zweites Album Timeless Warrior (JazzWerkstatt Records) veröffentlichte. 2024 wurde sie dafür mit dem erstmals verliehenen österreichischen Jazzpreis in der Kategorie Bestes Album ausgezeichnet.
Mit ihrer Schwester, der Saxophonistin Astrid Wiesinger, spielt sie im Duo 4675. Gemeinsam mit der Tänzerin Christina Huber gründete sie das interdisziplinäre Duo Peter left the room. Sie arbeitet außerdem mit Fiva, Mona Matbou Riahi, Mira Lu Kovacs sowie Anna Tsombanis und gehört zum Kammerer OrKöster und zu Christian Muthspiels Orjazztra. Sie trat beim Jazzfest Berlin, Jazz Fest Wien, Jazzfestival Saalfelden und den Salzburger Festspielen auf.
Seit September 2024 lehrt Wiesinger als Professorin an der Musik und Kunst Privatuniversität der Stadt Wien.

## Preise und Auszeichnungen
Wiesinger erhielt 2016 als Teil des Kammerer OrKöster den Burghauser Nachwuchs-Jazzpreis; weiterhin war sie Teil der Young Nordic Jazz Comets 2014 und von „New Austrian Sound of Music“ (NASOM) 2020/21. 2023 erhielt sie von der Stadt Wien den Förderpreis in der Sparte „Musik“. Mit Echo Boomer erhielt sie 2024 den Österreichischen Jazzpreis in der Kategorie „Best Album“ (für Timeless Warrior).